# ウィリアムズ・FW15C
ウィリアムズ・FW15C（Williams FW15C）は、ウィリアムズが1993年のF1世界選手権参戦用に開発したフォーミュラ1カー。デザイナーはパトリック・ヘッドとエイドリアン・ニューウェイのコンビで設計した。

## 概要

### FW15
ウィリアムズは1991年シーズンのFW14をベースにアクティブサスペンションを搭載したFW14Bを開発。1992年シーズン開幕3戦をこれで戦い、ヨーロッパラウンドが開幕する第4戦スペインGPから、アクティブサス専用に設計されたウィリアムズ・FW15を投入する予定だったが、他チームに対して大きなアドバンテージがあったため、FW15の投入は1993年に先延ばしされた。

### FW15B
1992年F1レギュレーションに沿って開発されたFW15を、1993年のF1レギュレーションに適合させたオフシーズン用のテストカー。

### FW15C
レギュレーション改訂でトレッドやリアタイヤのサイズが縮小され、エンジン搭載方法を変更したことから「FW15C」と改名された。
車体のデザインはFW14Bの基本コンセプトに沿いながら、パワーステアリング、パワーアシストブレーキ、アンチロック・ブレーキ・システム（ABS）などのハイテク装備を追加した。アクティブサスペンションはシステムが整理され、FW14Bではフロントサスペンションの接合部に張り出していたバルジがなくなった。機能も改良され、距離センサーからサーキットのどこを走っているかを検知し、ピッチやライドハイト（車高）を全てコントロールしていた。ホイールロックが発生すると距離センサーが正確な値を計測できなくなるためABSを搭載し、1993年シーズン用にモディファイを施した。
チームは無段変速トランスミッション (CVT) やローンチコントロールの開発も行っていた。CVTを採用すればエンジンをほぼ一定の回転数で使用できるので、ルノーは吸気管・排気管の長さやバルブタイミングなどを最適化して開発することが予想できた。デザイナーのエイドリアン・ニューウェイによればテスト走行で聴いたエンジン音は「ひたすら退屈」で、もし実用化されればF1の観客には不評だったに違いないと述べている。
結局、1994年シーズンに施行されたレギュレーション改訂により、ハイテク装置の多くが使用禁止となった。

### FW15D
1994年シーズンのF1レギュレーションによるハイテク禁止を受け、オフシーズンのテスト用に作られたテストカー。翌年よりメインスポンサーとなるロスマンズカラーに塗り替え、アクティブ・サスペンション、トラクション・コントロール、ABSが搭載されている
エンジンもルノー・RS6に載せ替えた。

## 1993年シーズン

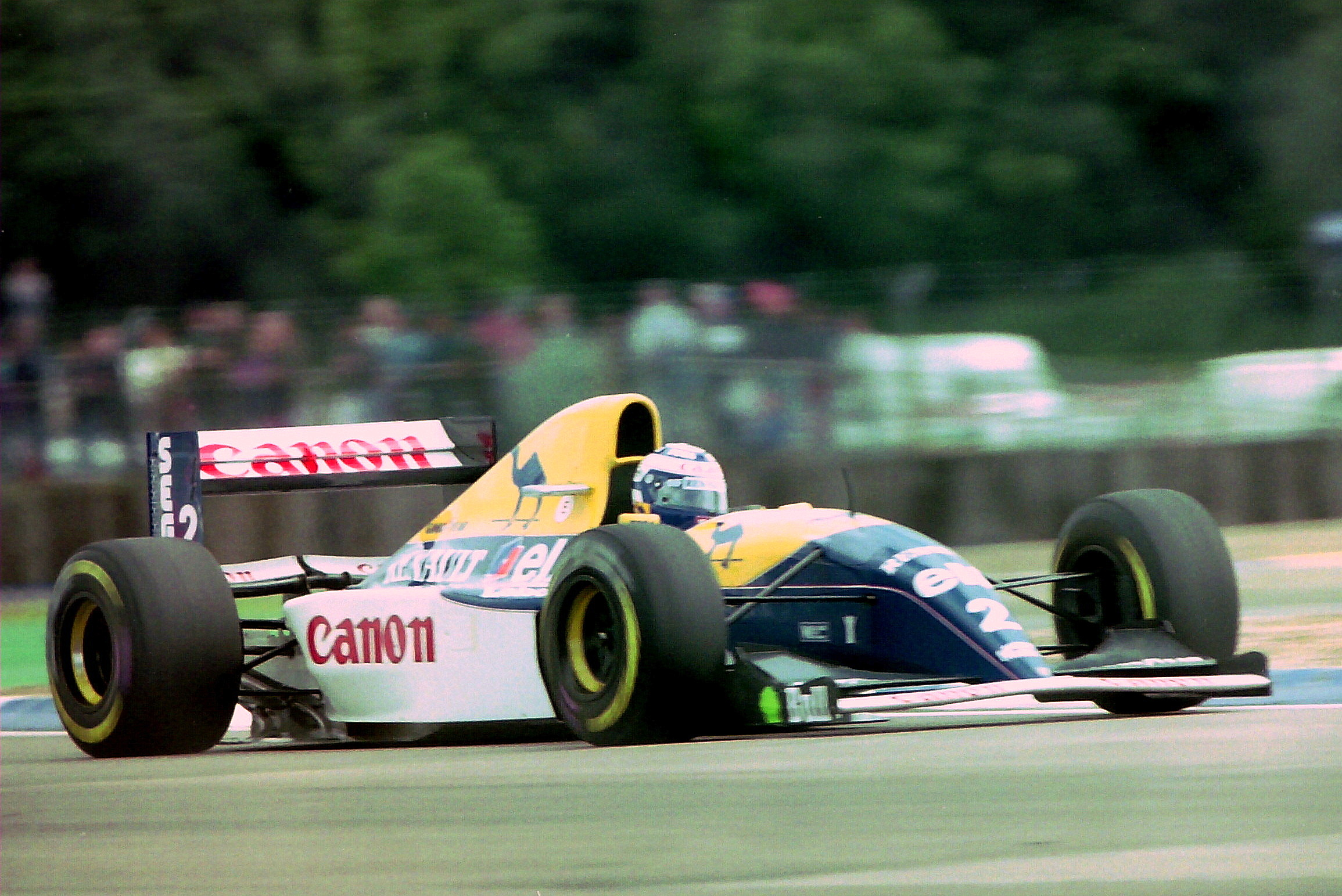
1993年イギリスGPでFW15Cをドライブするプロスト

ドライバーは1年休養していたアラン・プロストと、前シーズンブラバムからF1デビューを果たし、ウィリアムズのテストドライバーを担当していたデイモン・ヒルを起用した。
ボディとリアウィングには1993年のサブスポンサーとして関わったSEGAのロゴとセガ自社のマスコットキャラクターソニック・ザ・ヘッジホッグが描かれていた。
プロストは開幕戦から7戦連続を含む13回ポールポジション獲得、決勝レースではクラッチの扱いに苦慮して何度かエンジンストールを演じて順位を大幅に落とす場面が見られたものの、シーズン7勝を挙げて4度目のドライバーズタイトルを獲得した。ヒルも第11戦での初優勝から3連勝し、2年連続コンストラクターズタイトルを獲得した。
なおこの年をもって1985年以来9年間にわたってメインスポンサーを務めていたキヤノン、およびキャメルとの契約を終了し、赤・白・黄色・青の「キヤノンカラー」も見納めとなった。

## スペック

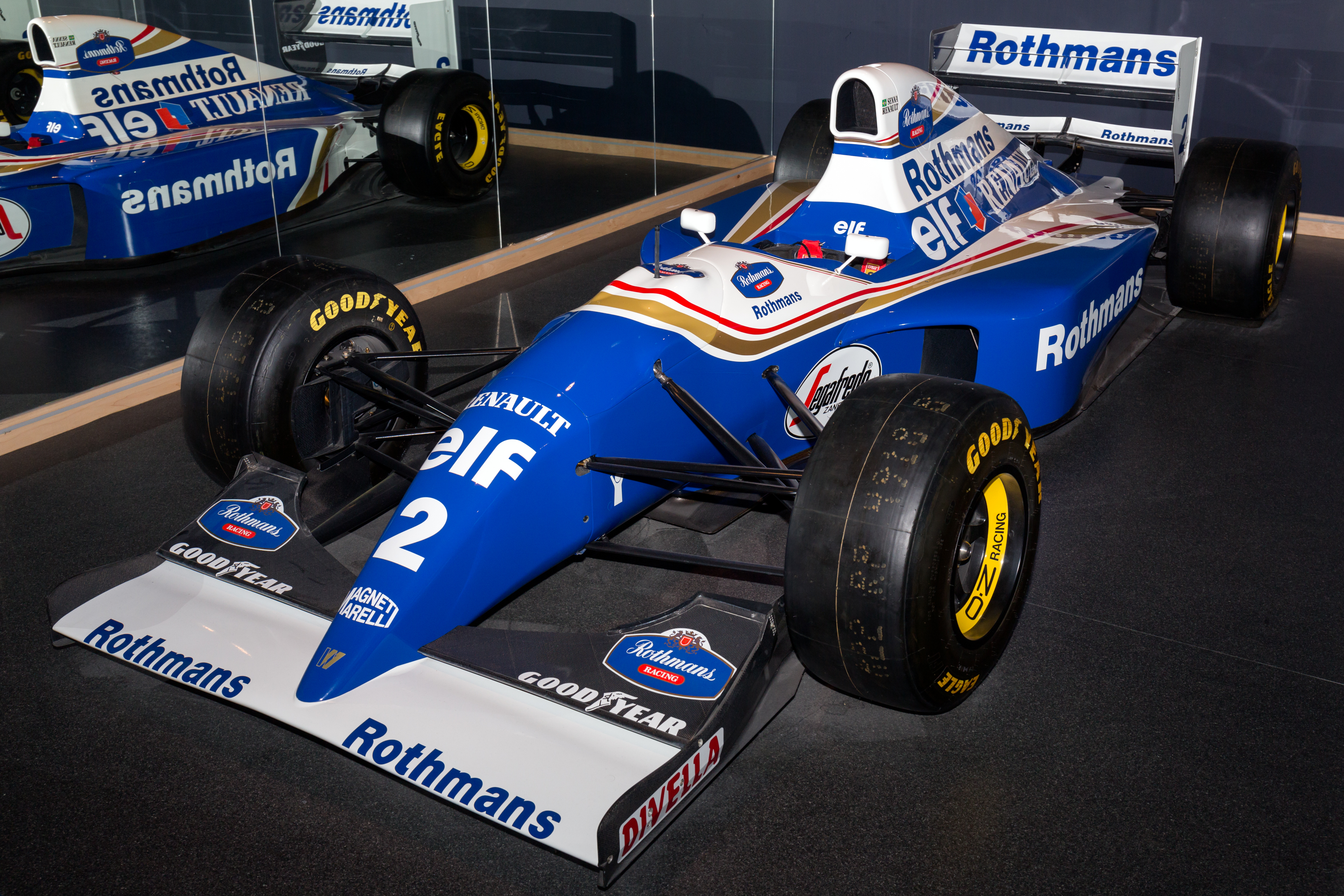
FW15D

### シャーシ
- シャーシ名 FW15C
- ホイールベース 2,921mm
- 前トレッド 1,670mm
- 後トレッド 1,600mm
- クラッチ AP
- タイヤ グッドイヤー

### エンジン
- エンジン名 ルノーRS5
- 気筒数・角度 V型10気筒・67度
- 排気量 3,500cc
- スパークプラグ チャンピオン
- 燃料・潤滑油 エルフ

## 記録
| 年   | No. | ドライバー       | 1   | 2   | 3   | 4   | 5   | 6   | 7   | 8   | 9   | 10  | 11  | 12  | 13  | 14  | 15  | 16  | ポイント | ランキング |
| 年   | No. | ドライバー       | RSA | BRA | EUR | SMR | ESP | MON | CAN | FRA | GBR | GER | HUN | BEL | ITA | POR | JPN | AUS | ポイント | ランキング |
| ---- | --- | ---------------- | --- | --- | --- | --- | --- | --- | --- | --- | --- | --- | --- | --- | --- | --- | --- | --- | -------- | ---------- |
| 1993 | 0   | デイモン・ヒル   | Ret | 2   | 2   | Ret | Ret | 2   | 3   | 2   | Ret | 15  | 1   | 1   | 1   | 3   | 4   | 3   | 168      | 1位        |
| 1993 | 2   | アラン・プロスト | 1   | Ret | 3   | 1   | 1   | 4   | 1   | 1   | 1   | 1   | 12  | 3   | 12  | 2   | 2   | 2   | 168      | 1位        |

- 太字はポールポジション、斜字はファステストラップ